# Йун Габриэль Боркман
«Йун Габриэ́ль Бо́ркман» — пьеса норвежского драматурга Генрика Ибсена, написанная в 1896 г.

## История создания
Работа над пьесой была начата летом 1896 г., а опубликована она была 15 декабря того же года. Основой пьесы послужила имевшая в действительности место история одного офицера, осуждённого за мошенничество, который, вернувшись с каторги, стал изолировать себя от окружающих.

## Сюжет
Йун Габриэль Боркман, бывший директор банка, восемь лет назад вышел из тюрьмы, куда попал из-за злоупотребления средствами вкладчиков. Всё это время он проводит в своей комнате, никуда не выходя и практически ни с кем не общаясь. Его жена, Гунхильд Боркман, ненавидит его за то, что он запятнал её честное имя. Единственная её надежда — это их двадцатилетний сын Эрхарт, она видит его миссию в том, чтобы добиться больших успехов в жизни и восстановить репутацию семьи. Элла Рентхейм, сестра-близнец Гунхильд, на протяжении долгого времени воспитывала Эрхарта у себя в доме, и теперь, неизлечимо больная, она хочет вернуть его, чтобы он скрасил ей остаток жизни.
Боркман и Элла раньше были влюблены друг в друга, но Боркман отрёкся от неё, чтобы получить место директора банка, и женился на её сестре. Элла считала, что Боркман охладел к ней. Истинную причину разрыва она узнаёт только теперь.
Боркман, нарушая своё уединение, объясняется с женой, утверждая, что он виноват только в том, что позволил унынию овладеть собой, и что с этого момента он снова будет стремиться к своей мечте — создать огромную империю в области добычи полезных ископаемых. Он предлагает сыну присоединиться к себе. Однако Эрхарт отклоняет все эти предложения и уезжает на юг с Фанни Вильтон, тридцатилетней ветреной женщиной.
Боркман с Эллой уходят в лес и поднимаются на вершину, где Боркман умирает от сердечного приступа. Теперь, когда его не стало, вражда между сёстрами исчезла.

## Критические отзывы
Пьеса была благосклонно принята критиками и публикой. Она считается крупнейшим успехом Ибсена после «Кукольного дома».

## Постановки в России и за рубежом
- 19 ноября 1904 г. — московский Малый театр. Исполнители ролей: А.Южин (Боркман), Г.Федотова (Гунхильд Боркман), М.Ермолова (Элла Рентхейм), А.Остужев (Эрхарт Боркман), А.Яблочкина (Фанни Вильтон), Н.Музиль (Фулдал).
- ЦАТРА
- 17 февраля 2023 года. Александринский театр, Новая сцена.

АНДРЕЙ КАЛИНИН
Режиссёр, сценограф, соавтор сценария
АЛИСА ЮФА
Художник по костюмам
ИВАН ТРУС
Йун Габриэль Боркман
ЯНИНА ЛАКОБА / АННА ВЕЛИЧКО
Фру Гунхильд Боркман, жена
НИКИТА БАРСУКОВ
Эрхарт Боркман, сын
АЛИСА ШИДЛОВСКАЯ
Фрекен Элла Рентхейм, сестра-близнец фру Боркман
МАРИЯ НЕФЁДОВА
Фру Фанни Вильтон
СТЕПАН БАЛАКШИН
Вильхельм Фулдал
АНАСТАСИЯ ГРЕБЕНЧУК
Фрида Фулдал, дочь